# 사우스키드
사우스키드(2006년 ~ )는 대한민국의 래퍼다.

## 방송
- 사인히어 (2019) - Top44
- 쇼미더머니 9 (2020)

## 음반
- LIFE STYLE (2020)
- At the School (2022)
- GO UP (2023)
- HURT (2023)

## 피처링
- da_bini_ <그래 지금 바로> (2021)
- D.PER <Socrates> (2022)